# 1956 في بيرو
فيما يلي قوائم الأحداث التي وقعت خلال عام 1956 في بيرو.

## سياسة

### تعيين في المنصب
- 28 يوليو – خورخي باسادري Minister of Education of Peru [الإنجليزية]‏.
- 28 يوليو – مانويل برادو رئيس بيرو.

### انتهاء فترة المنصب
- 28 يوليو – مانويل أ. أودريا رئيس بيرو.

## رياضة
- 1 يناير – دوري الدرجة الثانية البيروفي 1956 الفائز بورفينير ميرافلوريس [الإنجليزية]‏.

## مواليد

### يناير
- 1 يناير – تيريزا رويز روزاس روائية بيروفية.
- 27 يناير – جينو كوستا سياسي بيروفي.

### فبراير
- 9 فبراير – هانس غيلدمايستر لاعب كرة مضرب تشيلي.

### مارس
- 10 مارس – بيل كينكيد

### يونيو
- 8 يونيو – ماوريسيو مولدر سياسي بيروفي.
- 21 يونيو – روبيرتو موسكيرا لاعب كرة قدم بيروفي.[1]

### يوليو
- 17 يوليو – سيزار غونزاليس لاعب كرة قدم.

### أغسطس
- 16 أغسطس – خورخي هيرانو لاعب كرة قدم بيروفي.
- 27 أغسطس – خورخي أولاشيا لاعب كرة قدم بيروفي.[2]

### أكتوبر
- 21 أكتوبر – خوليو هيريرا سياسي بيروفي.

### نوفمبر
- 19 نوفمبر – ميغيل غوتييريز لاعب كرة قدم بيروفي.[3]